# Dinarolacerta mosorensis
Dinarolacerta mosorensis là một loài thằn lằn trong họ Lacertidae. Loài này được Kolombatovic mô tả khoa học đầu tiên năm 1886.

## Hình ảnh

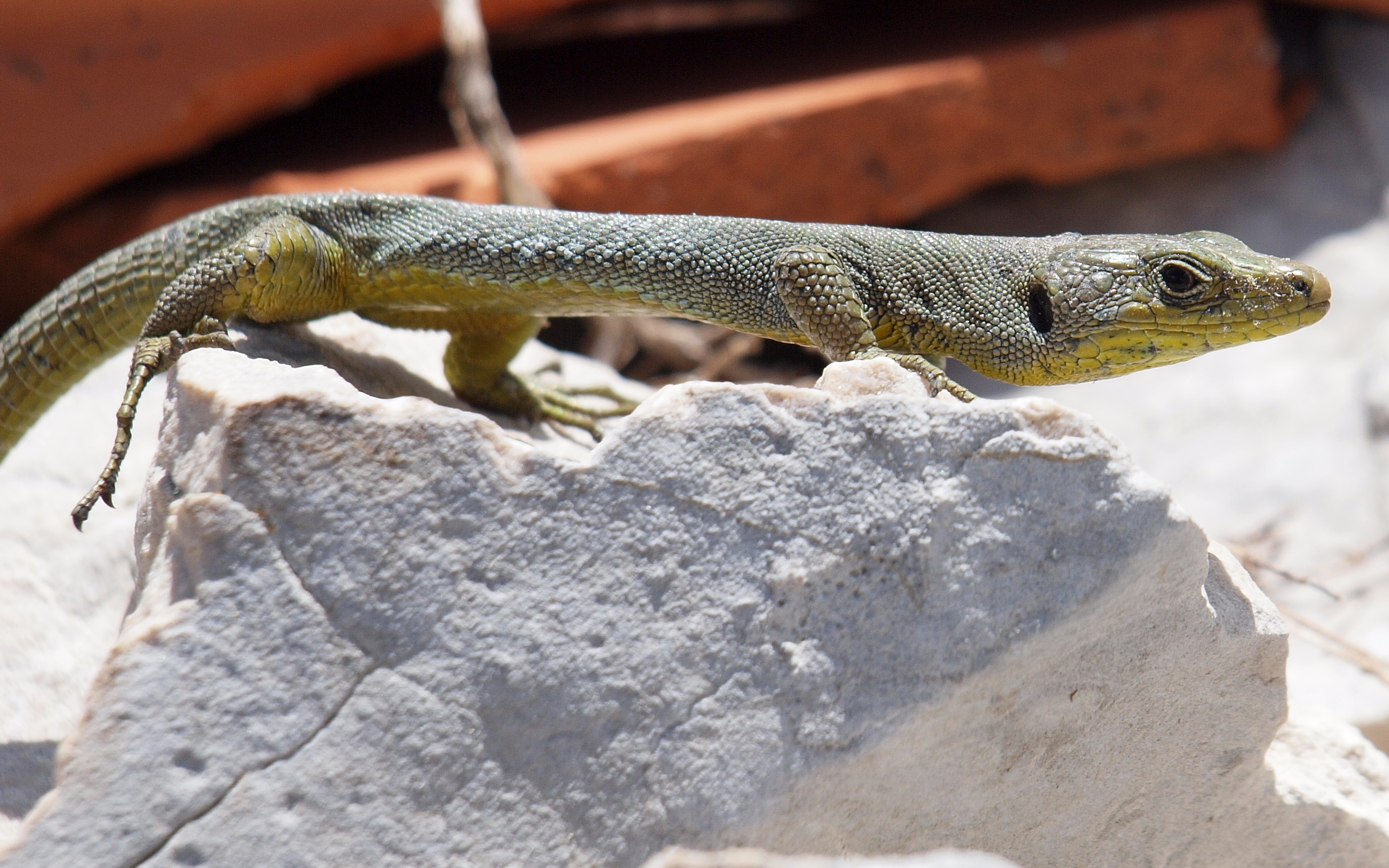
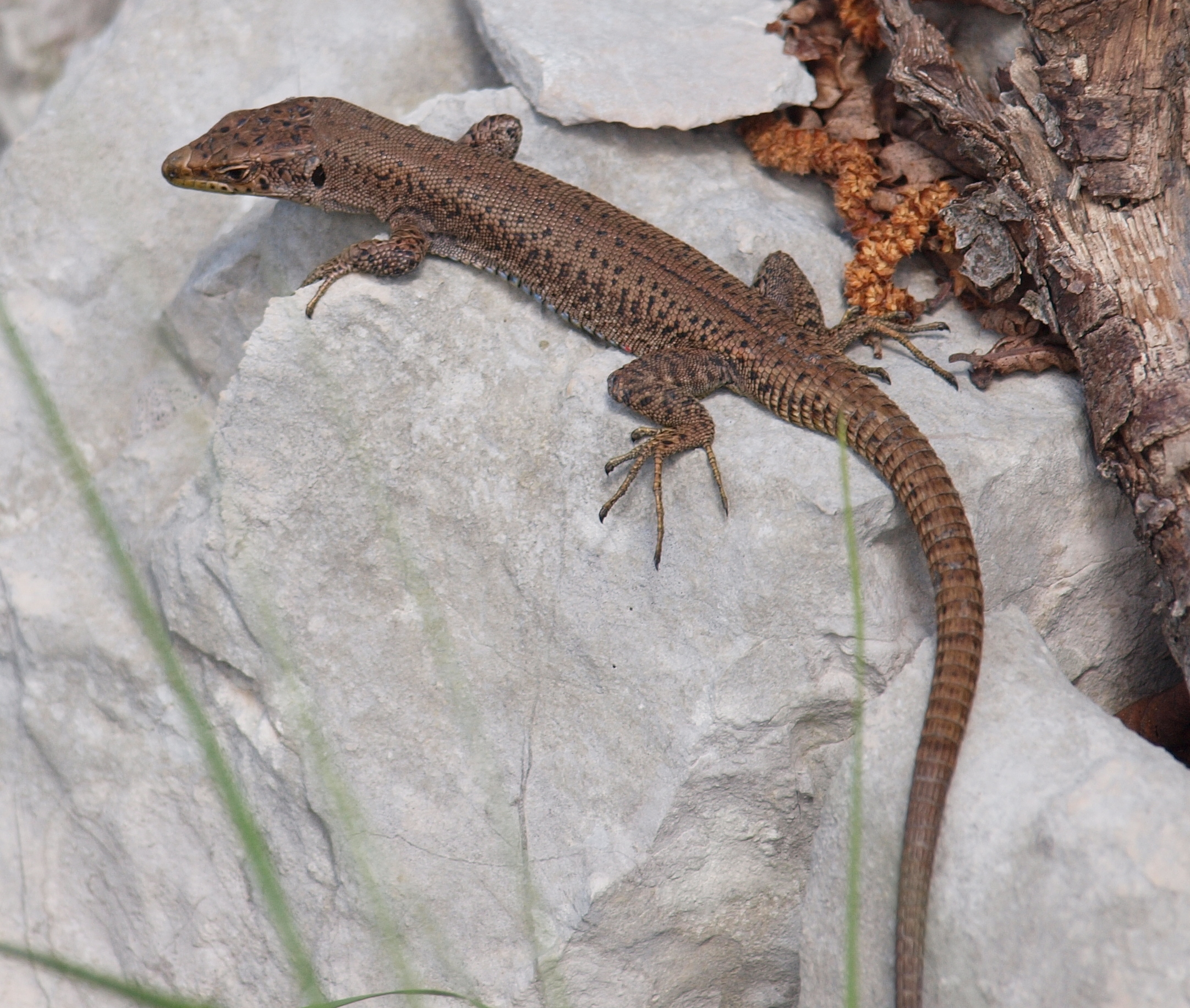